# Talopsus variabilis
Talopsus variabilis är en insektsart som beskrevs av Medler 1989. Talopsus variabilis ingår i släktet Talopsus och familjen Flatidae. Inga underarter finns listade i Catalogue of Life.